# Депозитный сейф
Депози́тный се́йф – разновидность сейфов, основной характеристикой которых является возможность разделения операций инкассации и депонирования валюты.

## Применение
Сейфы такого типа, несомненно, очень рентабельны в круглосуточных торговых центрах, пунктах обмена валюты, на автомобильных заправках, а также в других местах круглосуточного обслуживания.

## Строение
Оригинальное конструкторское решение, применяемое при изготовлении таких сейфов, эксклюзивно только для данного типа. Над основным отсеком находится кассовая ячейка, выручка, попадающая в неё, автоматически перемещается в нижнее более взломозащитное отделение. Таким образом, доступ к наличным средствам в рамках кассовой ячейки имеет каждый, а вот в основной отсек только работник банка или доверенное им лицо, которое владеет кодом или ключом от замка.

## Стандарты и размеры
Сейфы этого типа соответствуют ГОСТ Р 50862-2005, ГОСТ Р 51113-97 и имеют класс взломостойкости Н0 (у нескольких моделей присутствует класс огнестойкости 60Б), низкий класс защиты обусловлен тем что, депозитный сейф постоянно находится под присмотром и долговременное хранение денег не подразумевает. Габариты таких сейфов колеблются от небольших с одной основной секцией и средним весом 80 кг., до метровых моделей с двумя секциями и средним весом 115 кг. Если говорить о техническом оснащении замков, то могут встречаться как механические, так и электронные замки.